# De profundis (película)
De profundis es una película española de animación del 2006 lanzada en 2007, creada por Miguelanxo Prado, quien se encargó de la dirección, el guion, el dibujo, el diseño gráfico y visual y parte de la producción como productor asociado. Para el apartado musical, de gran importancia en la película, contó con Nani García.

## Sinopsis
Había una vez una casa en el medio del mar, donde una mujer esperaba tocando un violonchelo melancólico...
Aguardaba a su amado, un pintor que siempre quiso ser marinero para navegar entre las medusas, las estrellas de mar y los peces de mil colores que soñaba en sus cuadros.
Su fascinación le llevó a emprender un viaje en el que descubrir la emocionante belleza y los misterios de las profundidades, pero tras el que ninguno de los sabía si algún día podrían volver a encontrarse...
Un viaje al fondo del Océano. Un sueño en imágenes. Una historia de amor. Un poema animado...

## Música
La música es una parte importante de la película, que no presenta diálogos. Se contó con las composiciones de Nani García, que fueron interpretadas por la Orquesta Sinfónica de Galicia dirigida por Rubén Gimeno.
Además, el filme cuenta con la canción original Sueños de agua, que fue compuesta por Nani García, con letra de Eva Veiga y Carmen Rey e interpretada por ésta y Ainhoa Arteta.

## Premios y candidaturas
Candidata a la Mejor Película de Animación en los Premios Goya 2006.